# Ulan Bator (gruppo musicale)
Gli Ulan Bator sono un gruppo musicale francese le cui influenze si basano sul krautrock e sul post-rock, prendendo spunto da gruppi come Faust, Can e Sonic Youth.

## Storia del gruppo
Il gruppo si forma a Parigi nel 1993 ed è fondato da due musicisti francesi: Amaury Cambuzat e Olivier Manchion. Nel 1995, assieme al batterista Frank Lantignac pubblicano il loro primo album dal titolo Ulan Bator, dove fondono una miscela di post-rock dilatato, krautrock tedesco anni settanta e new wave; la particolarità che subito viene notata di questo gruppo è che la musica non segue una determinata impostazione tipica della forma canzone (ritornello, strofa, ritornello), ma si basa soprattutto sull'istinto dei tre musicisti che spaziano come vogliono all'interno dei loro pezzi e con la quasi assenza di voce riescono ad essere comunicativi e psichedelici allo stesso tempo. Nel 1996 esce il mini album 2 Degrees, dove il gruppo conferma quello che di buono aveva fatto sentire nell'album precedente, e Cambuzat/Manchion iniziano a collaborare con i Faust.
Nel 1997 esce l'album Vegetale, dove tutta l'energia visionaria e la violenza che c'è nella testa dei tre suonatori viene comunicata attraverso la musica. Anche qui i testi cantati non sono molti, la voce di Amaury Cambuzat, tetra, cupa e lontana aggiunge il tocco finale all'album. Nel 1998 vengono scoperti dal Consorzio Produttori Indipendenti, capitanato da Giovanni Lindo Ferretti e Gianni Maroccolo, che producono in Italia sia una raccolta dei primi due album, Polaire, sia Vegetale, portandoli anche in tour per diversi live; è proprio la resa live che li caratterizza maggiormente, risultando ancora più intensi e caldi rispetto al disco.
Nel 1998 il batterista Frank Lantignac lascia il gruppo e viene sostituito dal Pordenonese Matteo Dainese (ex batterista dei Jitterbugs, dei Meathead e degli Here). A questo punto gli Ulan Bator firmano un contratto con la Young Records e, avvalendosi della collaborazione di Michael Gira (Swans), danno alla luce Ego:Echo, il disco più complicato della loro storia. I pezzi sono tutti cantati, le sonorità sono diverse, più blande, ma non per questo meno psichedeliche e meno cupe. L'impatto con il nuovo batterista è buono, il suono è più tagliente e piatto e dimostra una forte evoluzione fatta dal gruppo rispetto all'inizio. Nel 2002 esce una raccolta presa da vari live di Ego-Echo, contenente anche brani demo rimasterizzati, dal titolo OK:KO. Tra i pezzi la versione demo di Let go ego, Attak e la versione live di La Joueuse du tambour. Sempre nello stesso anno Olivier Manchion, dopo la realizzazione di questo disco, lascia la formazione (e fonda i Permanent Fatal Error. Ad egli subentra un altro ragazzo di Pordenone, Manuel Fabbro (ex Oslo).
Nel 2003, il gruppo, avvalendosi della collaborazione di Robin Guthrie (ex chitarrista dei Cocteau Twins) alla produzione e di Egle Sommacal (ex Massimo Volume) alla seconda chitarra, sforna il sesto album della sua storia, Nouvel Air, disco che segna un profondo cambiamento del gruppo verso atmosfere molto più soft e placide. Qui il gruppo porta ancora una cosa nuova nel suo repertorio, cioè la comunicazione attraverso la musica (e le parole di Amaury) del benessere e della tranquillità emotiva, le atmosfere sono dolci e candide come una continua ninna nanna. Un disco di avanguardia veramente originale.
Siamo così infine a gennaio 2005. Il gruppo sente la necessità di farsi conoscere anche da un pubblico non proprio ristretto e con l'aiuto della casa discografica Jestrai Records pubblica Rodeo Massacre, album che racchiude dieci anni di carriera del gruppo in una forma ascoltabile a tutti, avvalendosi anche della collaborazione del cantante Emidio Clementi (ex Massimo Volume) per la realizzazione del brano La femme cannibale. Per ogni album prodotto, gli Ulan Bator si sono sempre esibiti dal vivo con almeno una quarantina di concerti all'anno solo in Italia.
A giugno 2005, Amaury Cambuzat e Olivier Manchion riformano il nucleo originale (...)
Nel 2009 Amaury Cambuzat ha partecipato assieme a Gg Funcis degli Eterea Post Bong Band al progetto Kriya Yoga della formazione sperimentale Casa.
Tra il 2009 e il 2010 la band, sempre capitanata da Cambuzat, ha registrato un nuovo album in Italia.

## Formazione
- Amaury Cambuzat - voce, chitarra, pianoforte...
- Nathalie Forget- Ondes Martenot
- Diego Vinciarelli - basso...
- Luca Andriola - batteria
- Olivier Manchion - basso, elettronica, chitarra folk...
- Alessio Gioffredi - batteria (2006...)
- Sergio Pomante - batteria, sax tenore, tastiere
- Franck Lantignac - batteria, percussioni (1995-1998)
- Matteo Dainese - batteria, percussioni (1999-2005)
- Manuel Fabbro - basso (2002-2005)
- Egle Sommacal - chitarra (2002-2004)
- Massimo Gattel - violino (2002-2004)

## Formazione attuale
- Amaury Cambuzat - voce, chitarra, pianoforte...
- Mario Di Battista - voce, basso...

## Discografia

### Album
- 1995 - Ulan Bator
- 1996 - 2 Degrees
- 1996 - Polaire (raccolta)
- 1997 - Vegetale
- 2000 - Ego:Echo
- 2002 - OK:KO (raccolta)
- 2003 - Nouvel Air
- 2005 - Rodeo Massacre
- 2007 - Ulaanbaatar 1993-1998 materiale inedito
- 2010 - Tohu-bouh
- 2013 - En France/En Transe
- 2014 - Amaury Cambuzat Plays Ulan Bator - Art Book and exclusive acoustic CD (Musicraiser crowdfunding release only! Limited to 300 copies)
- 2016 - Abracadabra
- 2017 - Stereolith (bureau b)

### EP
- 2000 - D-Construction (4 remixs di Ulan Bator: Otomo Yoshihide, Scanner, eRikm, Carl Stone)
- 2009 - Soleils

### 45RPM
- 1996 - Ursula Minor split UlanBator/Etage34
- 2000 - Echo#5 split UlanBator/Chevreuil

### Progetti paralleli / "Featuring"
- 1997 - Pascal Comelade/Jaki Liebezeit/Jac Berrocal/Pierre Bastien Oblique sessions, album (feat. Amaury Cambuzat on 'rock'n'roll station') CD
- 1999 - 99mg split album 99 mg/Laurent Pernice (by Amaury Cambuzat) CD
- 2004 - Permanent Fatal Error law speed, album (by Olivier Manchion) CD
- 2005 - Damo Suzuki's Network hollyaris, live (feat. Olivier Manchion) 2CDs
- 2005 - Faust Collectif Metz, live/studio (feat. Olivier Manchion & Amaury Cambuzat) 3CDs+1video cd (box)
- 2005 - Bias! s/t (Olivier Manchion/Xabier Iriondo) CD3
- 2007 - Faust ...In Autumn, live (feat. Olivier Manchion & Amaury Cambuzat) 3CDs+1dvd (box)
- 1997 - Enfance Rouges/Cambuzat  album: SWINOUJSCIE - TUNIS - Label: SACEM
- 2000 - Enfance Rouges/Cambuzat album: DAVOS Leros - Label: Kizmaiaz ediz. music.